# Eero Mäntyranta
Eero Antero Mäntyranta (* 20. November 1937 in Turtola; † 30. Dezember 2013 in Oulu) war ein finnischer Skilangläufer.

## Werdegang
Mäntyranta nahm zwischen 1960 und 1972 viermal an Olympischen Winterspielen teil, bei denen er drei Gold-, zwei Silber- und zwei Bronzemedaillen gewann. Bei Weltmeisterschaften gewann er zwei Gold-, zwei Silber- und eine Bronzemedaille. In den Jahren 1962, 1964 und 1968 gewann er den 15-km-Lauf beim Holmenkollen Skifestival. 1964 erhielt er dafür die Holmenkollen-Medaille. Bei den Svenska Skidspelen siegte er 1961 über 30 km und 1965 mit der Staffel. Zudem wurde er dabei im Jahr 1962 über 30 km und mit der Staffel und 1964 und 1965 über 30 km jeweils Zweiter. Im März 1964 gewann er erstmals den 15-km-Lauf bei den Lahti Ski Games. Zwei Jahre später errang er dabei den zweiten Platz über 50 km und Anfang März 1968 den zweiten Platz über 15 km. Im März 1972 triumphierte er erneut im Lauf über 15 km.
Mäntyranta war der erste finnische Sportler, der positiv auf Doping getestet wurde. Bei den finnischen Meisterschaften 1972 konnte bei ihm die Einnahme von Amphetaminen nachgewiesen werden, doch der Befund wurde zunächst verheimlicht. Nach den Olympischen Spielen 1972 in Sapporo, bei denen er ohne Medaille blieb, wurde das Testergebnis nachträglich bekannt, doch Mäntyranta stritt jegliche Schuld ab. Später gab er zu, Hormonpräparate verwendet zu haben, die während seiner Sportkarriere aber nicht verboten waren. Nach einer DNA-Analyse, die 1993 an 200 Personen seines Verwandtenkreises durchgeführt wurde, stellte sich heraus, dass bei Mäntyranta eine Punktmutation im Gen für den Erythropoetin-Rezeptor vorlag. Dadurch bildete er vermehrt rote Blutkörperchen und war leistungsfähiger als Sportler ohne diese Mutation.
Sein Neffe Pertti Teurajärvi wurde ebenfalls als Skilangläufer bekannt.

## Erfolge

### Olympische Winterspiele
- 1960 in Squaw Valley: Gold mit der Staffel
- 1964 in Innsbruck: Gold über 15 km, Gold über 30 km, Silber mit der Staffel
- 1968 in Grenoble: Silber über 15 km, Bronze über 30 km, Bronze mit der Staffel

### Nordische Skiweltmeisterschaften
- 1962 in Zakopane: Gold über 30 km, Silber mit der Staffel
- 1966 in Oslo: Gold über 30 km, Silber mit der Staffel, Bronze über 50 km